# A Esperança é a Última que Morre
A Esperança é a Última que Morre é um filme de comédia produzido no Brasil e dirigido por Calvito Leal. Lançado em 2015 pela Downtown Filmes, foi protagonizado por Dani Calabresa.

## Sinopse
Hortência (Dani Calabresa), uma ingênua repórter, tem o grande sonho de se tornar a jornalista do telejornal regional de sua cidade. Porém, esse feito parece ser impossível, pois ela tem em seu caminho Vanessa (Katiuscia Canoro), que faz de tudo para ofuscar sua concorrente, roubando suas ideias e reportagens.
Hortência então decide sair de sua zona de conforto para alcançar destaque e notoriedade. Ela conta com a ajuda de Eric (Danton Mello), um redator publicitário neurótico e Ramon (Rodrigo Sant'Anna), um paramédico excêntrico, e juntos começam a forjar assassinatos que lhe dão exclusividade de cobertura. Logo essa situação sai de controle e Hortência se mete em confusões para tentar consertar seus problemas. 

## Elenco
- Dani Calabresa como Hortência Jardim
- Katiuscia Canoro como Vanessa de Castro
- Danton Mello como Eric
- Rodrigo Sant'Anna como Ramon
- Adriana Garambone como Vivian Bernardes
- Augusto Madeira como JP
- Thelmo Fernandes como Major Macedo
- Mary Sheila como Tenente Danúzia
- Tatsu Carvalho como Marco Antonio